# Liste der Kulturdenkmale in Leschen
In der Liste der Kulturdenkmale in Leschen sind die Kulturdenkmale des Döbelner Ortsteils Leschen verzeichnet, die bis Oktober 2022 vom Landesamt für Denkmalpflege Sachsen erfasst wurden (ohne archäologische Kulturdenkmale). Die Anmerkungen sind zu beachten.
Diese Aufzählung ist eine Teilmenge der Liste der Kulturdenkmale in Döbeln.

## Leschen
| Bild                                    | Bezeichnung                                   | Lage               | Datierung       | Beschreibung | ID       |
| --------------------------------------- | --------------------------------------------- | ------------------ | --------------- | --- | -------- |
| Direkt Bild zu diesem Denkmal hochladen | Wohnstallhaus und Scheune eines Zweiseithofes | Leschen 18 (Karte) | Um 1800         | Zeit- und landschaftstypische Fachwerkgebäude von baugeschichtlichem Wert. - Wohnstallhaus: Erdgeschoss massiv, Obergeschoss Fachwerk (verbrettert), Frackdach, sandsteinernes Portal mit Schlussstein, - Seitengebäude: massiv, Satteldach - Scheune: Fachwerk-Konstruktion Auf dem Hof entstand zwischenzeitlich ein neues Wohnhaus, das alte Wohnstallhaus und die Scheune standen mit Stand 2014 leer. | 09208842 |
| Direkt Bild zu diesem Denkmal hochladen | Häusleranwesen                                | Leschen 19 (Karte) | 18. Jahrhundert | Kleines Fachwerkhaus, vermutlich aus dem 18. Jahrhundert, auf Grund seines Alters und seiner im Wesentlichen erhaltenen Fachwerkkonstruktion hausgeschichtlich von Bedeutung. Vermutlich im 18. Jahrhundert oder eventuell sogar im 17. Jahrhundert erbautes Häuslerhaus, zweigeschossig mit Fachwerkobergeschoss. Das Erdgeschoss wurde vermutlich massiv unterfahren. Abgeschlossen wird das Gebäude durch ein steiles Satteldach. Das Fachwerk an der zugewandten Traufseite ist einriegelig und durch den Einbau eines zu großen Fensters leicht verändert. Der zugewandten Traufseite wurde ein massiver eingeschossiger Eingangsbereich vorgelagert, welcher vermutlich nicht in die Fachwerkkonstruktion des Obergeschosses eingebunden wurde. Es kann also davon ausgegangen werden, dass das Haus weitgehend authentisch erhalten geblieben ist und damit zu den ältesten erhaltenen Gebäuden des Dorfes zählt. Der Denkmalwert ergibt sich vor allem aus der daraus folgenden baugeschichtlichen Bedeutung. | 09305624 |

## Tabellenlegende
- Bild: Bild des Kulturdenkmals, ggf. zusätzlich mit einem Link zu weiteren Fotos des Kulturdenkmals im Medienarchiv Wikimedia Commons. Wenn man auf das Kamerasymbol klickt, können Fotos zu Kulturdenkmalen aus dieser Liste hochgeladen werden:
- Bezeichnung: Denkmalgeschützte Objekte und ggf. Bauwerksname des Kulturdenkmals
- Lage: Straßenname und Hausnummer oder Flurstücknummer des Kulturdenkmals. Die Grundsortierung der Liste erfolgt nach dieser Adresse. Der Link (Karte) führt zu verschiedenen Kartendiensten mit der Position des Kulturdenkmals. Fehlt dieser Link, wurden die Koordinaten noch nicht eingetragen. Sind diese bekannt, können sie über ein Tool mit einer Kartenansicht einfach nachgetragen werden. In dieser Kartenansicht sind Kulturdenkmale ohne Koordinaten mit einem roten bzw. orangen Marker dargestellt und können durch Verschieben auf die richtige Position in der Karte mit Koordinaten versehen werden. Kulturdenkmale ohne Bild sind an einem blauen bzw. roten Marker erkennbar.
- Datierung: Baubeginn, Fertigstellung, Datum der Erstnennung oder grobe zeitliche Einordnung entsprechend des Eintrags in der sächsischen Denkmaldatenbank
- Beschreibung: Kurzcharakteristik des Kulturdenkmals entsprechend des Eintrags in der sächsischen Denkmaldatenbank, ggf. ergänzt durch die dort nur selten veröffentlichten Erfassungstexte oder zusätzliche Informationen
- ID: Vom Landesamt für Denkmalpflege Sachsen vergebene, das Kulturdenkmal eindeutig identifizierende Objekt-Nummer. Der Link führt zum PDF-Denkmaldokument des Landesamtes für Denkmalpflege Sachsen. Bei ehemaligen Kulturdenkmalen können die Objektnummern unbekannt sein und deshalb fehlen bzw. die Links von aus der Datenbank entfernten Objektnummern ins Leere führen. Ein ggf. vorhandenes Icon  führt zu den Angaben des Kulturdenkmals bei Wikidata.